# オレンダ イロコイ

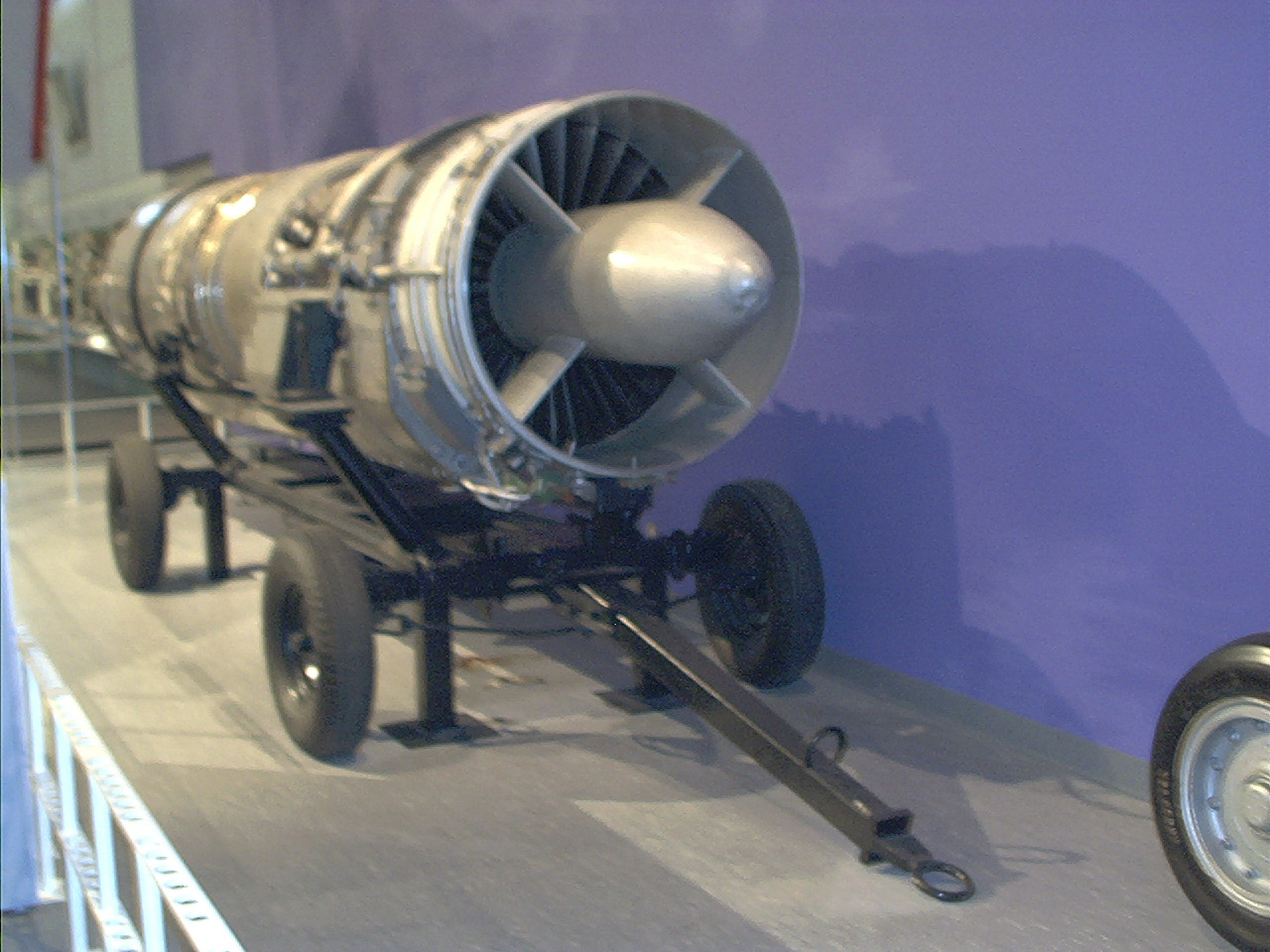
オレンダ イロクォイ

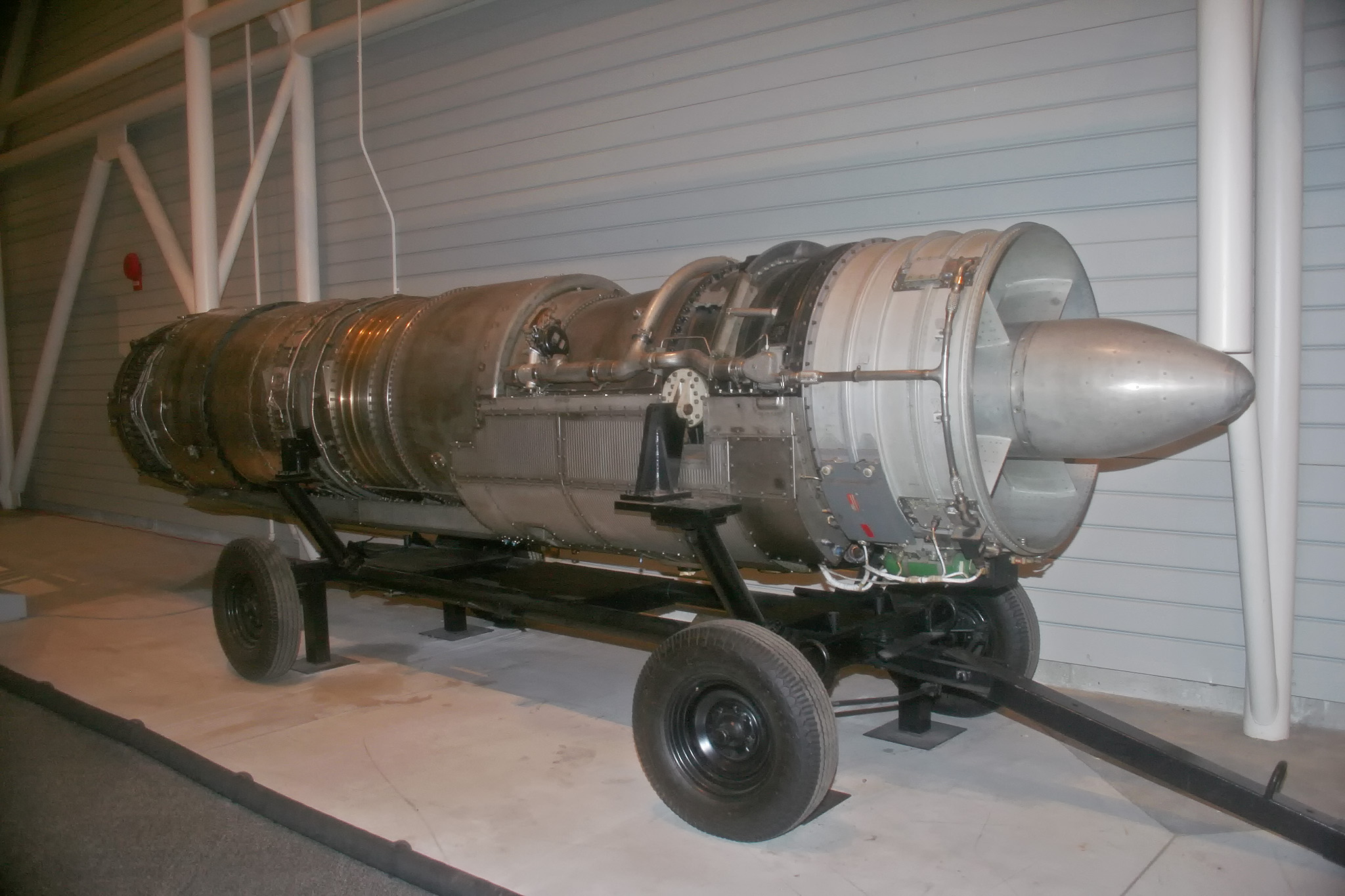
オレンダ イロクォイ

オレンダ PS.13 イロクォイは先進的な軍用ターボジェットエンジンである。アブロ・カナダグループの傘下のカナダの航空機用エンジン製造会社であるオレンダ・エンジンズによって開発された。CF-105・アロー迎撃機の開発中止に伴い、開発は1959年に中止された。

## 設計の経緯
CF-105アロー計画のためにアブロ・カナダ社は元はロールス・ロイス RB.106、ブリストル B.0L.4 オリンパス、またはオリンパスのライセンス生産版であるカーチス・ライト J67の異なる3形式のエンジンの中から一形式を使用する予定だった。RB.106とJ67は新設計用のバックアップとして選択されたが、アローの設計段階で中止され、計画にオリンパスを選択する事はとうてい条件に合わなかった。オレンダ社は即座にPS.13イロクォイの設計に着手した。
イロクォイの設計は単純で軽量である事を基本とした。この方針により、オレンダ社は(主に圧縮機の回転翼に)イロクォイの重量の20%にチタンを使用する事により先駆的な成果を挙げた。チタンは軽量で高張力で高温に耐え、耐食性があった。エンジンの重量はこれまでに使用されていた鋼を使用した場合よりも850ポンド (386 kg)軽量化されたと予想される。1950年代の初頭においてはこの素材は供給量が逼迫しており、物理的特性の知識が未熟で、加工技術の問題により開発は予算を超過した。同様に鋼やアルミニウムのような関連する一般的な素材と比較してとても高価だった。
チタンを使用したエンジン部品を設計できるか検討され、そのため支持構造体も同様にエンジンによる応力を減らすことにより軽量化が可能で全体の重量を抑えた。ギアボックスの筐体のような他の部品等はマグネシウム合金で製造された。インコネルは低圧タービンやエンジン後部の金属断熱ブランケットに使用された。この耐熱ニッケル‐クロム合金は高温でも強度を維持でき、耐酸化性や耐食性を備えた。これらの先進的な合金を使用した第一の理由は重量を抑えつつ性能を高める事であり、エンジンの推力重量比は5:1で海面高度におけるアフターバーナー未使用時の推力は 19,250 lb (アフターバーナー使用時には26,000 lb)をもたらした。
2軸式ターボジェットで10段軸流式で高速アニュラ型燃焼器は32個の上流気化バーナーを備え、単段高圧タービンと2段低圧タービンと60個のノズルを備えるアフターバーナーと完全モジュラー式con-diノズルを備えた。エンジン直径(補機類の直径を含まず)は42インチでアフターバーナーが47インチだった。流量は420lbs/秒で圧縮比は 8:1,燃料消費はアフターバーナーを使用しない時に約 0.85でアフターバーナー使用時に 1.9だった。
推力重量比5:1は1960年代末に推力重量比が約7:1(後期型はさらに上回る)の初期のF-15とF-16戦闘機のエンジンとして開発されたプラット・アンド・ホイットニー社のF100が登場するまでは上回るエンジンは無かった。注意しなければならないのはF100エンジンは圧縮比がイロクォイよりも大幅に高いという点である(他にイロクォイはターボジェットでF100はターボファンという理由もある)。
設計、開発、製造はこのような先進的なジェットエンジンであるにもかかわらずオレンダ社のチームによって信じられないほど短期間で行われた。詳細設計は1954年5月に完了し1954年12月には試験運転に到達した。初期のオレンダ9はより部品点数が多かったが出力は低かった。一例としてオレンダ9の重量は2,560 lb (1,160 kg)で静止推力は 6,355 lb (2,883 kg)で一方のイロクォイは重量は5,900 lb. (2,675 kg) だが報告によると離陸時のアフターバーナー使用時の静止推力は30,000 lb (13,608 kg) である(オレンダはアフターバーナーを備えていなかった)。
イロクォイは登場時、世界で最も強力なジェットエンジンで推力はアフターバーナーを未使用時にの推力は19,250 lbf (85.6 kN)でアフターバーナー使用時には25,000 lbf (111 kN)だった。空気力学的に最良の性能を発揮するのは高度50,000 feet (15,200 m)でマッハ 2 の速度の時である。

## 試験
風洞実験において高温吸気時や風洞の限界による高度60,000 ft (18,290 m)の状態でのエンジンの運転は成功する事が実証された。1958年時点でイロクォイは5000時間を越える地上試験を完了しさらに数千時間オンタリオ州ノーベルのオレンダ社の試験施設でエンジンの構成要素の試験を行った。
1956年にアメリカのB-47がカナダ空軍にCF-105で使用するためにイロクォイの飛行試験のために貸与され、イロクォイは爆撃機の胴体後部の尾翼付近の右側面に備えられた。そこに取り付けられた理由は単に他に取り付けられる場所がなかったからである。カナディアではCL-52として使用され、推力は非対称で操縦に大きな問題を生じた。アロー計画が中止され、B-47B/CL-52の試験飛行時間は約35時間で爆撃機はアメリカに返還され、間もなく解体された。CL-52は外国で運用された唯一のB-47だった。
高度70,000 feet (21,300 m) と対気速度マッハ 2.3を含む7000時間の開発試験後、1958年2月20日にアローと共に計画は中止された

## 残存機
オタワのカナダ航空宇宙博物館にアローRL 206の先端部と操縦席が主翼や胴体や完全な番号117イロクォイ-2エンジンと共に保管される。イロクォイ-1エンジンはオンタリオ州ハミルトン近郊のマウントホープのカナダ大戦機博物館に保管される。他のイロクォイ-2エンジンは個人的な収集家がブリティッシュコロンビア州のFort St. Johnに保有する。2011年以降、番号X-116のイロクォイエンジンがカナダのS & Sタービンズで再組み立て中である。

## 仕様 (イロクォイ2)
一般的特性
- 形式: 2軸式 ターボジェットエンジン
- 全長: 231 in (590 cm)
- 直径: 42 in (110 cm)
- 乾燥重量: 4,650 lb (2,110 kg)

構成要素
- 圧縮機: 10段軸流式圧縮機
- 燃焼器: アニュラ型燃焼器
- タービン: 高圧:単段、低圧:2段軸流式

性能
- 推力: アフターバーナー未使用時20,000 lbf (89 kN)、アフターバーナー使用時30,000 lbf (130 kN)
- 全圧縮比（英語版）: 8:1
- 空気流量: 420 lb/秒 (190.5 kg/s)
- 燃料流量: 0.85 (アフターバーナー未使用時), 1.9 (アフターバーナー使用時)
- 推力重量比: 最大推力時6.45:1

出典: Flight.

### 文献
- Magellan Aerospace Corporation's Magellan Repair, Overhaul & Industrial - formerly Orenda. Toronto: Magellan Aerospace Corporation.
- Rossiter, Sean. The Chosen Ones: Canada's Test Pilots in Action. Vancouver: Douglas & McIntyre, 2002. ISBN 1-55054-930-8.
- Zuuring, Peter. Iroquois Rollout. Kingston, Ontario: Arrow Alliance Press, 2002. ISBN 1-55056-906-6.